# Leiterswiller
Leiterswiller (en alsacien Litterschwiller, en allemand Leitersweiler) est une ancienne commune française du Bas-Rhin, associée à Hoffen depuis 1974.

## Toponymie
Anciennes mentions : Leuterweiller (1793), Leiterwiller (1801).

## Histoire
La commune de Leiterswiller fut réunie en 1974 à celle de Hoffen.

## Politique et administration
| Période                                  | Période | Identité       | Étiquette | Qualité |
| ---------------------------------------- | ------- | -------------- | --------- | ------- |
|                                          |         | Thierry Kocher |           |         |
| Les données manquantes sont à compléter. |         |                |           |         |

## Démographie
| 1936 | 1946 | 1954 | 1962 | 1968 |
| ---- | ---- | ---- | ---- | ---- |
| 204  | 352  | 309  | 306  | 325  |

## Culture locale et patrimoine

### Héraldique

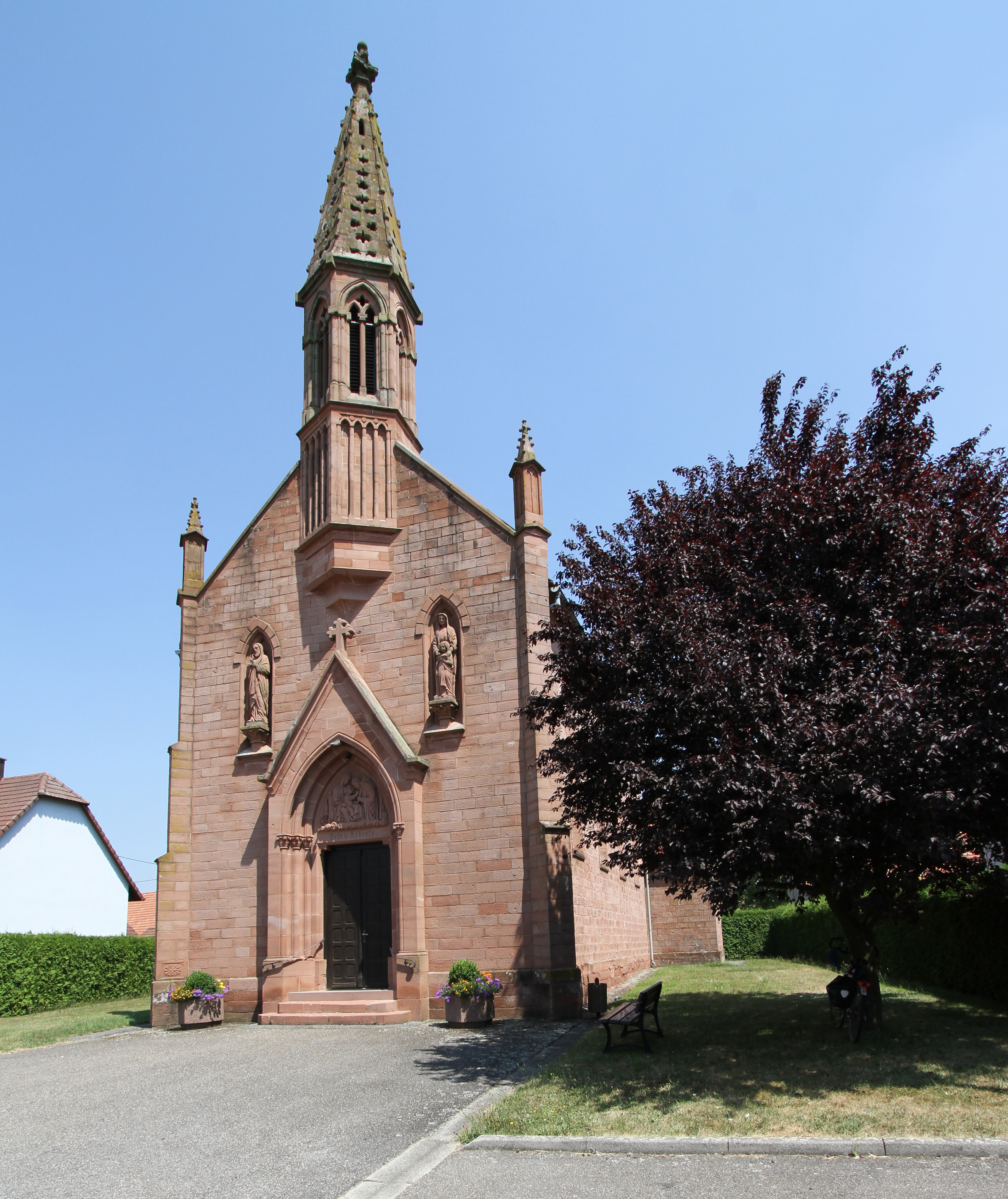
St. Joseph

| Blason de Leiterswiller | Blason  | Parti : au 1er de sinople à trois fasces d’argent, au 2e d’argent au lion de sable et au chef de gueules |
| Blason de Leiterswiller | Détails | |

### Lieux et monuments
- Église protestante de Leiterswiller
- Église Saint-Joseph